# Buccinum crebricarinatum
Buccinum crebricarinatum is een slakkensoort uit de familie van de Buccinidae. De wetenschappelijke naam van de soort is voor het eerst geldig gepubliceerd in 1978 door Lus.